# جورج إستين
جورج إستين (بالفرنسية: Georges Estienne)‏ هو عسكري فرنسي، ولد في 1896 في نيس في فرنسا، وتوفي في 1969 في مونت كارلو في موناكو.